# Парламентские выборы на Кубе (1938)
Промежуточные парламентские выборы на Кубе проходили 5 марта 1938 года. На них избиралась половина депутатов Палаты представителей. В результате Либеральная партия стала крупнейшей партией Палаты представителей, получив 25 из 83 мест нижней палаты парламента. явка составила 44,2%.

## Результаты
| Партия                                  | Голосов | % | Мест |
| --------------------------------------- | ------- | - | ---- |
| Либеральная партия                      |         |   | 25   |
| Демократическая национальная ассоциация |         |   | 24   |
| Националистический союз                 |         |   | 22   |
| Социал-демократическая партия           |         |   | 6    |
| Кубинская народная партия               |         |   | 4    |
| Кубинская юнионистская партия           |         |   | 2    |
| Недействительных/пустых бюллетеней      |         | - | -    |
| Всего                                   |         |   | 83   |
| Источник: Dieter Nohlen                 |         |   |      |